# Histoire de Colomiers

Blason de Colomiers

L'histoire de la ville de Colomiers (Haute-Garonne) est celle d'un village devenu ville en proche banlieue toulousaine.

## Préhistoire

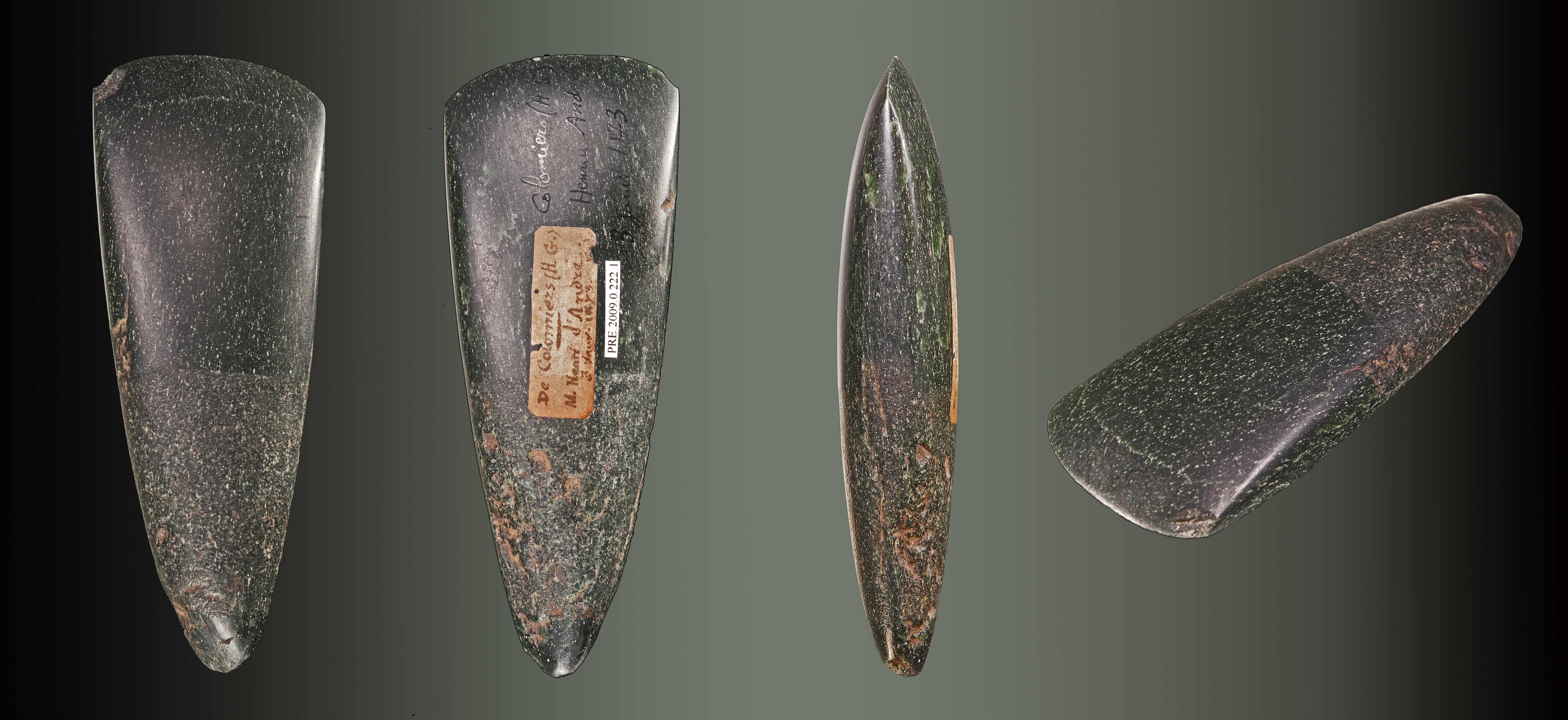
Hache néolithique Colomiers – Muséum de Toulouse

Des outils taillés avec des quartzites pyrénéens ont été retrouvés sur le site acheuléen d’En Jacca situé à l'ouest de la commune. Datant du paléolithique inférieur, ils constituent un des plus anciens témoignages de la présence humaine dans la vallée de la Garonne.
Au néolithique, le territoire de la commune de Colomiers  abritait déjà un peuplement sédentaire actif. Les vestiges de cette époque sont, en partie, conservés au Muséum de Toulouse.

## Antiquité
Le territoire de Colomiers était situé sur la voie romaine allant vers Auch. Plusieurs villae gallo-romaines ont été mises au jour. Celle de Gramont a été fouillée (villa avec hypocauste). Elle produisait du vin et des céréales. 

## Moyen Âge
Le terroir et sa justice dépendent d'abord du comte de Toulouse. En 1098, pendant le départ de Raymond IV aux Croisades, le comte de Bordeaux Guillaume IX prend Toulouse et, pour avoir le soutien de l'abbaye de Saint-Sernin, il donne la moitié de la justice de Colomiers à l'abbaye.  Le terroir est ainsi mentionné pour la première fois. Son nom fait sans doute référence à la présence de pigeonniers. Après des conflits entre l'abbaye et une famille locale qui avait usurpé le terroir, l'abbaye vend sa moitié de seigneurie à Durand un bourgeois toulousain en 1200. Ses héritiers ont donc Colomiers en coseigneurie avec le comte de Toulouse, auquel succède (à partir de 1271) le Roi de France. 
La voie de Saint Jacques (celle des pèlerins du Camino francés) passe toujours par le terroir, escaladant le long d'un ruisseau (le Rival) l'une des terrasses de la Garonne. Un hospice Saint-Jacques semble avoir reçu les pèlerins. Progressivement, un village se structure sur deux collines de part et d'autre du Rival. L'une, au Sud, porte le cimetière et l'église et l'autre, au Nord, un fort (cité et décrit en 1192) dont la garde est partagée entre les coseigneurs qui tiennent les tours, et les habitants. 
Ceux-ci reçoivent une charte de coutume en 1274, qui leur donne des représentants (quatre consuls nommés par les coseigneurs) et définit une forêt communautaire le « bois de Sauvegarde ». En 1313, la seigneurie est partagée entre le roi (successeur du comte de Toulouse) et une douzaine de coseigneurs (successeurs des Durand), le plus souvent des membres de la noblesse de robe capitulaire comme Raymond Garaud. Un juge et un notaire assurent l'administration. Vers 1499, le terroir récolte du blé (56 % en assolement biennal), et, sur les flancs des terrasses sont plantées en vignoble (10 %). L'espace proche de l'Aussonnelle ou du Bassac reste en bois (10 %) ou en landes et bruyère (25 %). Les coseigneurs (la famille Rabastens et la famille Raspaud principalement) lotissent vers 1489 les rues proches de l'église et quittent les tours du fort pour s'installer dans les métairies qu'ils fortifient pendant les guerres de religion (l'Armurier, Garroussal, Gramont, Falcou...). Ainsi, à la fin du Moyen Âge, les domaines titrés de Colomiers avec ses châteaux et ses colombiers acquièrent une vocation résidentielle et économique. Dans ces propriétés rurales proches de Toulouse, les colombiers symbolisent la richesse des divers capitouls de Toulouse qui recherchent le titre de coseigneur de Colomiers, première marche vers une aristocratie terrienne. La paroisse construit au XIVe siècle un presbytère, un tinal pour les vins de la dîme et une église (dont le cœur conserve la clé de voûte).

## Période moderne
Entre 1500 et 1789, le village croît le long des rues qui se croisent sur la place publique (une auberge), sous le fort, auquel s'adosse la forge banale et la halle (actuellement place Firmin Pons). L'axe le plus fréquenté monte de Toulouse rue Rival, vers Pibrac et Auch par la rue du Prat (pré communal). L'autre longe du Nord au Sud le flanc de la terrasse par la rue Couderc (une place communale) et après la place du fort, va au sud jusqu'au presbytère et au cimetière par la rue de l'Église et la rue Gilet (croix de Saint-Gilles ?) se prolongeant après la fontaine des Chrestias vers les Tricheries (actuelle place de la Bascule).
Dès 1500, il y a au moins 100 maisons avec, en 1536, 164 feux (foyers). En 1640, il y a plus de 150 maisons dans le village et 60 en dehors, soit 1 000 habitants vers 1650, 1 200 habitants avant la révolution, avec 350 constructions. La division foncière organise le terroir autour des grands domaines des propriétaires ou coseigneurs (Goyrans, Alzon, de Rabastens, Raspaud du Perget... plus de 50 % du terroir est tenu par les Toulousains) qui s'opposent au microparcelaire villageois qui sont souvent vignerons. Le bois de Sauvegarde permet quelques revenus communaux.
Le village est donc dominé par les familles coseigneuriales (en procès pour les préséances ou les droits de forge) et par leurs notaires (Cellery, Sigal). Les consuls sont choisis parmi les familles commerçantes ou paysannes. La vie paroissiale s'organise autour de deux confréries (1528/1546). Après l'effondrement de la vieille église en 1519, un clocher-mur rebâti en 1557 s'effondre en 1571. Entre l'Isle-Jourdain (protestante), Pibrac (modéré) et Toulouse (ligueuse), les coseigneurs de Colomiers sont du parti catholique. Traversé par Catherine de Médicis en 1579, le terroir est ravagé par les protestants en 1591. 
Après la victoire d'Henri IV, la réorganisation politique et religieuse provoque des conflits : à la recherche de fonds et de fidèles, le roi "engage" sa moitié de la seigneurie de Colomiers à un parlementaire toulousain fidèle (M. de Bousquet). Ce M de Bousquet veut avoir la préséance sur les autres coseigneurs d'où un long procès avec les Rabastens (1598/1618). Les travaux de reconstruction (oratoire en 1597, église vers 1610) créent des querelles entre l'abbaye, la paroisse et les consuls (1602, 1611). De plus, la communauté villageoise cherche à se dégager des obligations médiévales, et conteste à la fois les coseigneurs (1612/1614), l'engagiste et même le Roi sur les charges fiscales  sur l'usage du bois de Sauvegarde (1619) ou sur les réparations au fort et au clocher . 
Sous Louis XIII, s'effacent les structures médiévales : le fort encore réparé en 1614, est détruit en 1637. Le passage régulier des troupes royales (dont certains coseigneurs essaient de protéger le village), la peste, la lourdeur des impôts désorganisent le consulat et endettent la commune. Les conflits à propos de la dîme ou des biens nobles lors de la rédaction du nouveau Compoix (1637) entraînent la division du bois de Colomiers (1641) en deux parts, celle des consuls et celle des coseigneurs. La gestion des communaux est rationalisée (limitant les droits d'usage) et finit même par l'aliénation des communaux entre 1664 et 1684, ce qui permet de sortir des dettes. Le village se réorganise alors (boucherie communale sous une halle confiée à un dénommé Collongues, réfection des rues, des ponts, et semble-t-il de l'église au vu de la date des poutres récemment retrouvées...). 
Le contrôle royal (du bois, des impôts...) affaiblit les pouvoirs locaux: la coseigneurie se fragmente, vendue par les familles endettées par les procès à de nouvelles familles bourgeoises toulousaines (Franc, Cominihian, Josse Sede, Lespinasse du Perget...) si bien qu'en 1725, il y a 21 coseigneurs (dont même des artisans columérins). Un de ces nouveaux coseigneurs (un mousquetaire M. De Vignes) achète la moitié royale de la seigneurie, dans des conditions contestables : il s'ensuit un procès à multiples rebondissements entre de Vignes et les autres coseigneurs de 1715 à 1740. Cette affaire marque les esprits par l'esprit procédurier et arrogant De Vignes, qui prétend ériger le terroir en marquisat, et finit par se ruiner en procès et par déconsidérer les autres coseigneurs. 
La population, décimée par les hivers 1693 et 1708/1714, est sous-administrée par des consuls sans moyens (il n'y a plus de notaire ni de juge). Leur renouvellement est bloqué par le Roi de 1741 à 1754, ils n'ont pas de moyens propres, et demandent avec difficulté des réparations à l'église, aux fontaines, à la cure, au porche de la halle bouchère. L'endettement reprend sur un terroir raviné par l'érosion depuis son défrichement, et la crise frumentaire de 1752 replonge le village dans la misère. 
Toutefois, une reprise est sensible vers 1755/1778 grâce à la croissance de la vigne (25 % des terres), l'arrivée d'équipes d'artisans ou de voituriers dynamiques au consulat (Dupoix) qui, plus cultivés, se distinguent de la classe pauvre des brassiers, incultes et à la merci de la misère malgré leur micro lopin.

## La Révolution
À partir de 1781, le coût des travaux dans le village (nouveau clocher, demande de pavé, d'une maison commune) opposent les coseigneurs toulousains à une équipe de consuls dynamiques (Collongues, par exemple) soutenue par les plus lettrés (Catenac, le notaire ou Bacqué) qui veulent moderniser un village désormais traversé par la route royale. Le poids du remboursement de ces travaux pèserait sur la taille que paient les propriétaires (peu de biens nobles en sont exemptés). Cela provoque des querelles de préséance ou de nomination entre les consuls et M. de Vignes fils, d'une part, et entre les villageois et le prêtre qui exige la réfection du presbytère : la tension pré-révolutionnaire est aggravée par la crise qui touche le village (épizootie en 1778, épidémies et surtout mauvaises récoltes en 1788/1789). 
Un cahier de doléances, puis l'élection de Dupoix comme premier maire révolutionnaire montrent une commune d'abord unie et favorable à la révolution. Mais très vite, les anciens coseigneurs (De Vignes et un nouveau venu M de Lasplanes, le plus riche propriétaire) s'opposent à une équipe plus révolutionnaire (les deux maires suivants sont Collongues et Nourric artisans proches des jacobins) au sujet des biens d'église, du droit de chasse et surtout du serment du prêtre jureur (Saint Amans). Les contre-révolutionnaires s'appuient sur l'opposition (notamment des Columérines) à la politique religieuse et au partage des communaux et sur le détachements des modérés (Dupoix, Baqué, Catenac) qui ne trouvent pas leur compte dans l'emballement politique et qui se rapprochent des fédéralistes. De nombreuses déprédations (au bois de sauvegarde, à l'église) montrent les tensions que les réformes provoquent. Pendant la Terreur, les nobles sont incarcérés et la commune est suspectée d'être un "foyer d'aristocratie" par le représentant en mission qui la menace de déportation. Très habilement, les fédéralistes en profitent pour faire arrêter le conseil municipal, pourtant favorable aux montagnards, en les accusant d'avoir travaillé le dimanche (ce qui est interdit avec le calendrier révolutionnaire). Dès lors, les soucis du quotidien, des réquisitions de la peur de la guerre l'emportent sur les confusions politiques. Le monarchiste M. de Lasplanes, libéré à la fin de la Terreur, habile politique s'appuyant sur le bureau de bienfaisance parvient à être élu maire, en l'an V. Lors de l'émeute royaliste de l'an VII, Colomiers est prise par les royalistes (dont plusieurs columérains partisans de Lasplanes). Les républicains, enfermés dans l'église, ne sont libérés que par l'intervention du général républicain qui tire au canon sur le clocher.

## LeXIXesiècle, le village de banlieue (1814/1932)
La remise en ordre napoléonienne permet le ralliement momentané à l'Empire de Lasplanes, un proche de Villèle. Ce notable légitimiste redevient maire. Mais lorsque la guerre s'approche par l'Espagne, pendant la bataille de Toulouse en 1814, Lasplanes se révèle officiellement légitimiste, et reçoit sans doute Wellington chez lui. Il reste donc maire après 1815, (jusqu'à son décès en 1821).
Sous son mandat et celui de son adjoint (Jacoubet), l'ordre des notables tente d'imposer un ordre moral par l'église et la propriété. Le village retrouve un rythme paroissial (abbé Waré, vicaire Viguié, réglementation des offices par le "suisse") avec la réfection de l'église (1824). De leur côté les propriétaires modernisent (assolement triennal, élevage) les domaines des anciens coseigneurs qu'ils habitent l'été et font garder par des garde-chasses (dont le descendant de De Vignes, ruinés).
Toutefois, de jeunes hommes échappent au contrôle social, comme le prouvent les incidents que l'on note à l'église, aux auberges: vols, violences (y compris des viols d'enfants), bagarres, ou braconnages. L'enfance est mal encadrée, Lasplanes se défiant des instituteurs (dont un est illettré).
Face à cette insécurité, les propriétaires toulousains réagissent en privatisant les chemins puis les communaux, souvent vandalisés, pour faire baisser leurs impôts et assurer la sécurité de leurs propriétés: cela provoque des saccages (arbres coupés chez le maire) qui montrent que l'attachement des plus pauvres aux droits et biens communaux est toujours vif. 
Lorsqu'en 1830, la nouvelle administration orléaniste donne le pouvoir aux bourgeois propriétaires de la ville, l'opposition des catholiques et des habitants les plus pauvres de la paroisse s'affirme fortement. Le projet de déplacer le cimetière, et plus encore celui d'affermer les biens communaux pour construire une salle d'asile et financer la scolarité (loi Guizot) sans augmenter les impôts, provoque, comme en Ariège, une violente réaction: déguisée en femmes (guerre des Demoiselles) des habitants ravagent en 1835/36 les bois communaux. 
Le remplacement du maire columérin par un médecin orléaniste (Duroutgé) aggrave l'opposition avec la paroisse de l'abbé Ferradou qui fait un procès pour récupérer les locaux de la mairie et de l'école laïque qui étaient biens d'église avant la révolution. Le curé parvient à y faire arriver des sœurs pour faire ouvrir l'école des filles. C'est une querelle politique et scolaire pour le contrôle symbolique du centre village, (tous les coups sont permis, pétitions, manifestations, y compris des disputes sur les latrines derrière l'église). Le maire tente de faire reconstruire une mairie à côté du presbytère, en la faisant financer par la privatisation des communaux, mais devant l'opposition des pauvres et des catholiques qui effraie jusqu'au préfet, il doit finalement déplacer la mairie-école à l'écart de l'église, à l'entrée du village (rue Gilet) en 1840. À cette occasion le préfet souligne l'opposition entre la classe des possédants et celle des communistes (pauvres brassiers qui dépendent des biens communaux).
Le village est assez profondément rénové par ces modifications et c'est finalement le fils de Lasplanes qui devient maire: ingénieur modéré il poursuit l'amélioration du village et apaise les tensions politiques. En revanche, il ne parvient pas à correctement financer la construction de la mairie école, s'interdisant devant l'opposition des habitants, de privatiser les communaux. Au changement de maire, le parti catholique suggère de faire tenir l'école des garçons par des frères  (grâce à un legs). 

## De 1848 à l'arrivée du chemin de fer
Le légitimiste Camille de Belcastel, gendre de Lasplanes, est maire.

## Du village à la ville nouvelle
Affaibli par la crise du mildiou, puis par la guerre de 1914, le village de Colomiers vieillit : pourtant, déjà marqué par l'arrivée du chemin de fer, il profite de l'électrification apportée par l'arrivée du tramway. Le vieux maire Collongues (radical) est aidé par son premier adjoint, l'ingénieur Émile Calvet (plus libéral). Les jeunes pompiers (dont le communiste Lahille) animent les années 30.   
La débâcle jette sur les routes du Sud et particulièrement de Toulouse de nombreux réfugiés dont certains s'installent à Colomiers (par exemple Georges Kiejman, Alex Raymond). Le plus important de ces refuges est la propriété de l'industriel socialiste Massardy, le château de l'Armurier. Massardy était le gendre d'un ami audois de Léon Blum, Eugène Montel avec lequel il avait contribué à passer des armes aux républicains espagnols. C'est dans son château que se réfugie Eugène Montel puis son ami Léon Blum. Jusqu'à leur arrestation en septembre 1940, Léon Blum y reçoit de nombreuses personnalités (Vincent Auriol, Jules Moch qui s'y démobilise et y trouve un emploi chez Massardy ou Jacques Meyer). Pendant l'occupation (1942/1944) des réseaux résistants surtout liés aux artisans communistes locaux font la liaison avec le maquis de Saint-Lys ou cachent un aviateur. Les Allemands industrialisent la partie basse du territoire, qui est bombardé (dégâts à l'église) et occupent la mairie école.  
La Libération se passe sans trop d'incidents notables (drapeau tricolore hissé sur la mairie par un groupe de résistants, mort accidentelle d'un habitant lors de l'entrée dans la mairie, exécution d'un contrevenant au couvre feu par les Allemands). Un défilé de la résistance, l'épuration de la municipalité et le départ du maire Calvet conduisent les communistes à aller chercher à l'Armurier les socialistes Massardy ou Eugène Montel pour devenir maire. Eugène Montel, élu (contre les radicaux) d'abord à la mairie puis au conseil général, vieux militant de la SFIO, ancien conseiller de Blum, devient rapidement le bras droit d'Auriol au conseil général, ce qui lui vaut sa succession en 1946. Président du conseil général de la Haute-Garonne, il peut rapidement faire face aux reconstructions (par exemple de l'église ce qui lui vaut la visite de l'archevêque Jules Saliège). La rupture avec les communistes lui permet de prendre progressivement le contrôle politique de la commune au profit d'une alliance catholique/SFIO. Son adjointe Anne Laffont personnalité  chrétienne locale, s'occupe du social et son homme de confiance, le jeune Alex Raymond s'occupe de la section SFIO puis du cercle laïc, avant de devenir premier adjoint. L'urbanisation progressive par des pavillons, le long de la route nationale finit par poser un problème de cohérence. En 1958, le vieux maire décide de développer un projet urbain majeur, fondé sur le socialisme municipal. 
Dans les années 1960, le village se mue progressivement en ville. 
Signe particulier : jusqu'en 2003, les nombreux ronds-points de la ville avaient la priorité à droite puisque, disait Alex Raymond, ancien maire, cette ville avait été conçue ainsi et que « ça marchait depuis bien avant la loi instituant la priorité à gauche sur les ronds-points ». L'utilisation exclusive des ronds-points à Colomiers fait que la ville ne compte pas un seul feu tricolore fixe (utilisé uniquement pendant d'éventuels travaux).
Sous l'impulsion du maire Bernard Sicard, l'harmonisation des ronds points de la ville est entrée dans les faits et pour tout dire Colomiers est une ville agréable avec tous ses ronds-points fleuris... Colomiers a obtenu trois fleurs au « tableau des villes fleuries de France ».

## Sources
- Colomiers, des origines à 1940, Société d'histoire locale, 2001.
- Colomiers, de 1940 à 2000, Société d'histoire locale, 2008.